# Argiope truk
Argiope truk là một loài nhện trong họ Araneidae.
Loài này thuộc chi Argiope. Argiope truk được Herbert Walter Levi miêu tả năm 1983.